# 鯉魚門（三家村碼頭）巴士總站

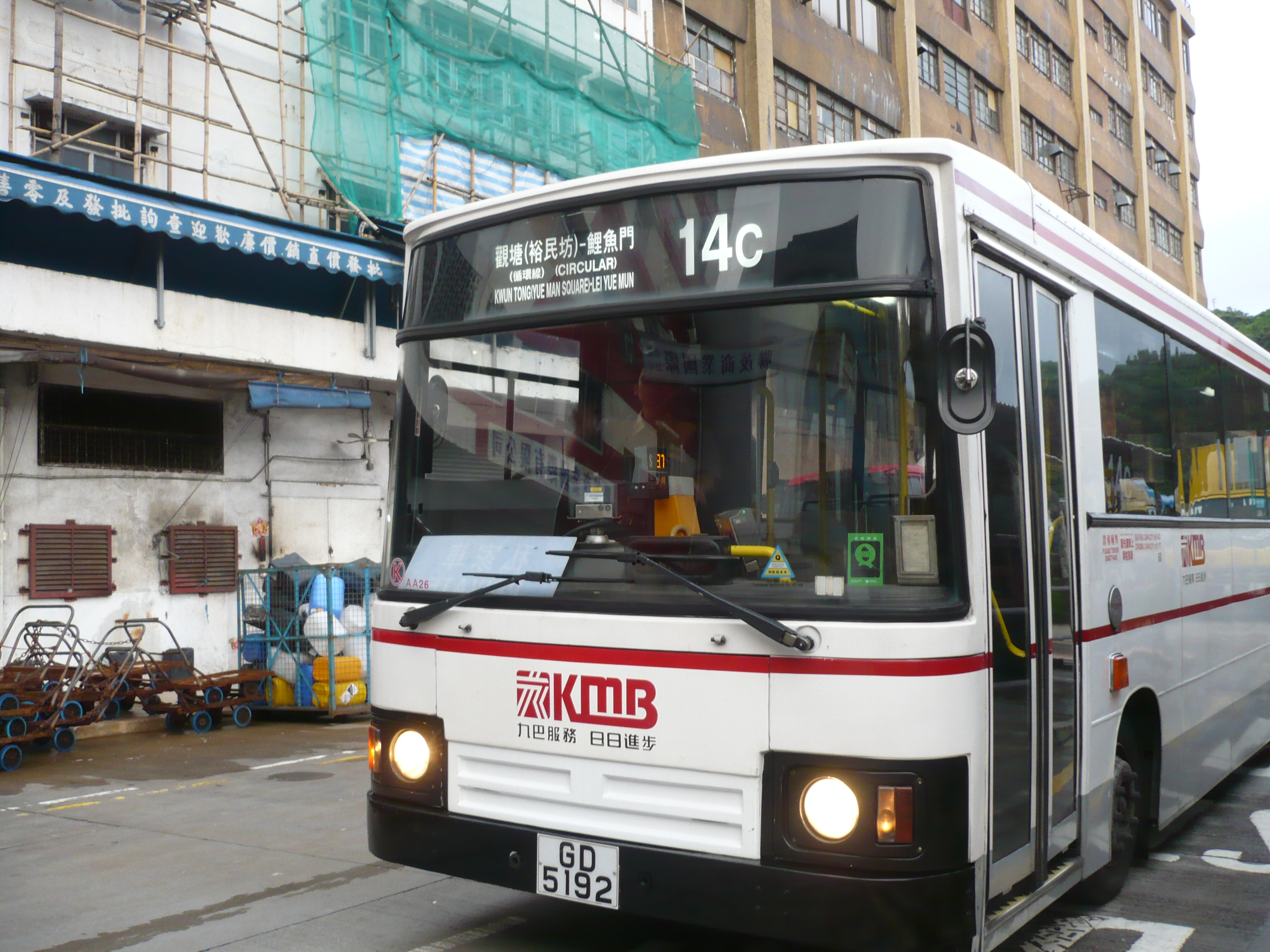
14C線取消前，以此站為總站。

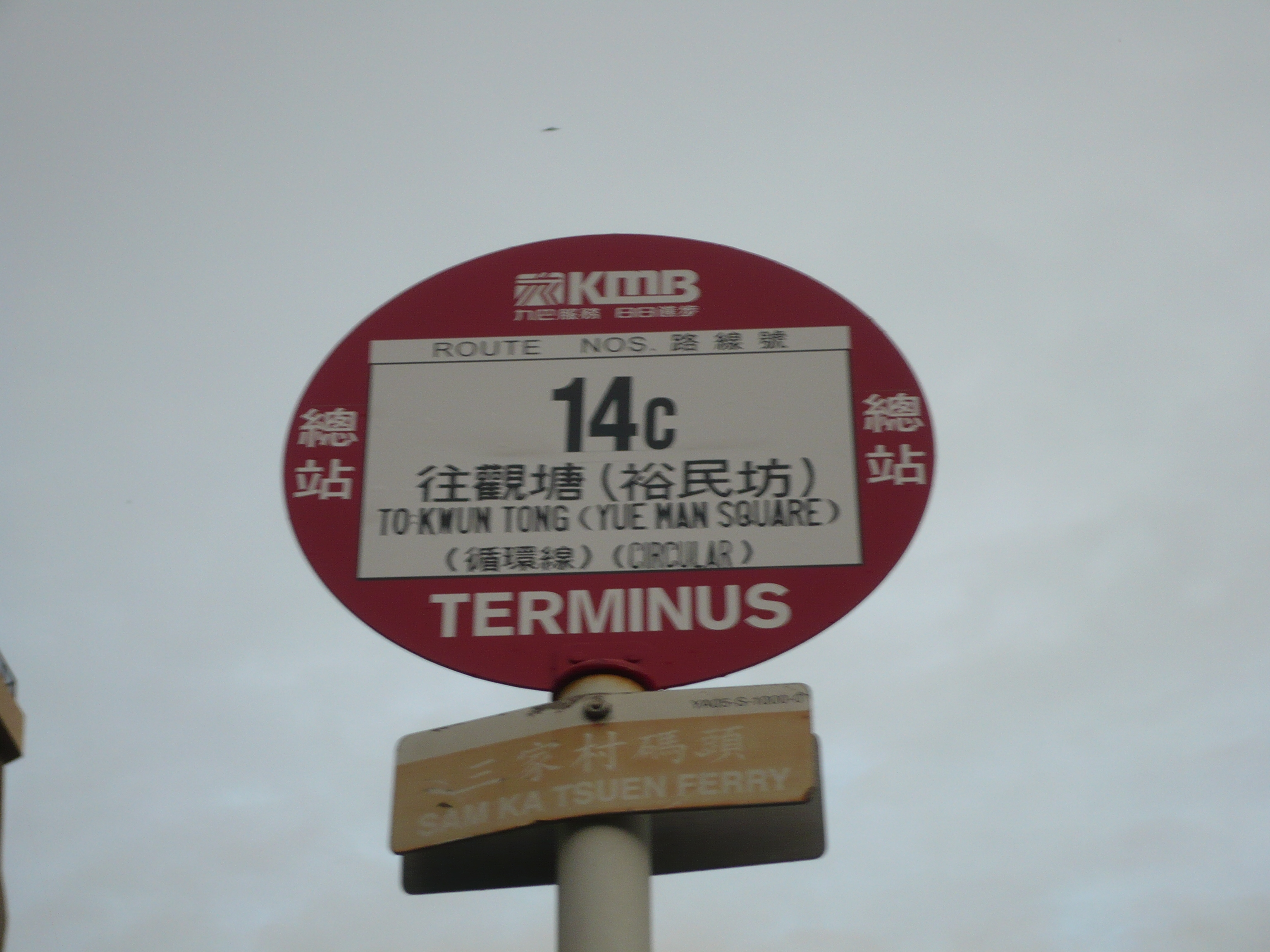
14C線取消前，以此站為總站。

鯉魚門（三家村碼頭）巴士總站（英語：Lei Yue Mun (Sam Ka Tsuen Ferry) Bus Terminus）位於香港觀塘區油塘仁宇圍。現時有1條巴士路線途經，但沒有路線以此為總站。

## 歷史
鯉魚門（三家村碼頭）巴士總站隨路線14C開辦而出現，總站主要為鯉魚門鄉村居民、油塘工業區上班人士，以及乘坐渡輪航綫往返九龍與香港島西灣河或離島東龍洲的市民服務。
油塘被開發為住宅區和工業區前，在其南面的鯉魚門兩岸早已成為漁民的家，這裡位處維多利亞港東陲，出海捕魚非常方便，捕得的漁獲拿到市區出售，價錢也可以賣得高一點；同時，漁獲從大海到岸上只有很短時間，新鮮程度可想而知，當時一想到吃海鮮餐，非到鯉魚門不可。
香港工業大概在1960年代開始急步起飛，各行各業百花齊放。油塘的工業用地主要用作大型工業，諸如修船、製造機械設備、建築材料（木材、磚塊、鋼筋、水泥、混凝土等）。工業區主要從九龍四山開始，向酒灣（即現時三家村避風塘）和觀塘仔灣擴散。
從前的三家村碼頭是往返香港東部水域的重要據點，渡輪在特定時間穿梭往返，與筲箕灣、田下灣（即現時新界東南堆填區一部份）、西灣河、東龍洲和蒲台島等地連繫，解決當地居民日常所需。
巴士總站最興盛時期，要數1980年代後期，出現了一位遠道從屯門而來的新伙伴－九龍巴士62X線，它與始祖路線九龍巴士14C線在崇信街西行的巴士總站，一起渡過了幾個年頭。
隨著時代變遷，鯉魚門鄉村居民的生計已不再依靠捕魚，而是經營海鮮餐館，或遷往外面居住和工作，不變的漁村風貌繼續成為觀塘區最著名的旅遊景點。油塘工業區也不再蓬勃，用地逐漸改作商住用途，現已有數座工廠大廈獲准在原址興建住宅樓宇。而昔日繁華的三家村碼頭，因彼岸需求大減，或是因渡輪與其他公共交通工具存在競爭，現時鮮有市民專程前來乘搭渡輪。
2013年3月24日，九龍巴士14C線停運，同日開辦的九龍巴士14X線初時繼續獨自以此站為總站。其後14X的鯉魚門總站先後遷往崇信街（鯉灣天下對出）及油塘（崇德圍），而原有的巴士總站則復作中途站，改稱「仁宇圍」，供14X線往鯉魚門方向使用，惟此站只供落客。

## 路線資料

### 九龍巴士14X線
- 油塘（崇德圍） ↺ 尖沙咀

於2013年3月24日投入服務，取代原有14C線，途經油塘、藍田站、觀塘市中心、牛頭角（只限回程）、九龍灣、啟德隧道、佐敦（只限去程）、尖沙咀及紅磡（只限回程），只限往油塘（崇德圍）方向途經此站，並只准落客。

### 九龍區專線小巴24線
- 鯉魚門（三家村碼頭） ↔ 藍田（平田邨）

## 過往總站路線
- 九龍巴士14C線
- 九龍巴士14X線
- 九龍巴士62X線

## 外部連結
- 九巴 （页面存档备份，存于）